# Rebbah Lakhdar
Rebbah Lakhdar (en arabe : رباح لخضر) est un homme politique algérien et militant du FLN. Il est né le 26 février 1917 à Aumale, aujourd'hui Sour El Ghozlane, dans la wilaya de Bouira et mort en 1989 à Alger.

## Biographie

### Naissance et formation
Rebbah Lakhdar est né le 26 février 1917 à Aumale (actuellement Sour El Ghozlane), dans la région de l'Algérois, en Algérie. Son père, un fellah, a rendu l'âme en 1929. Après avoir obtenu son certificat d'études primaires, Lakhdar a entamé une carrière de receveur de tramway à Alger tout en pratiquant le football en tant qu'ailier gauche au sein de l'équipe de l'A.S. Saint-Eugène.

### Parcours politique
En mars 1937, il a adhéré au Parti du Peuple Algérien (PPA) fondé par Messali Hadj et a rapidement gravi les échelons de l'organisation pour devenir cadre à Belcourt (actuellement Belouizdad).
En juin 1955, Rebbah Lakhdar réunit Abane Ramdane, Krim Belkacem, Benyoucef Benkhedda, Bouda et Amara Rachid à son domicile situé au septième étage de la cité Hélène-Boucher, en face du stade du 20 août des Annassers. Lors de cette réunion, il souligne la nécessité pour le FLN d'avoir un hymne de combat et demande que des poètes de toutes les régions soient contactés pour créer cet hymne, par la suite, cet hymne est connu sous le nom de "Kassaman".